# Cristián Zapata
Cristián Zapata, född 30 september 1986 i Padilla, är en colombiansk fotbollsspelare som spelar för Atlético Bucaramanga.

## Klubbkarriär
Zapata började sin karriär i Deportivo Cali. Han gick sommaren 2005 till italienska Udinese tillsammans med lagkamraten Abel Aguilar. Zapata debuterade för klubben i Serie A den 19 november 2005 i en 1–0-vinst över Messina. Första målet gjorde han den 21 december 2005 i en 2–0-vinst över Sampdoria.
Efter sex säsonger i Udinese lämnade han i juli 2011 för spanska Villarreal. Debuten för klubben i La Liga kom den 29 augusti 2011 i en 5–0-förlust mot Barcelona.
Sommaren 2012 lånades Zapata ut till italienska Milan på ett säsongslån. Han debuterade den 23 september 2012 mot sin tidigare klubb Udinese, en match som slutade med en 2–1-förlust för Milan. Efter lånet gått ut valde Milan att värva Zapata som i maj 2013 skrev på ett treårskontrakt med klubben. I juni 2016 förlängde Zapata sitt kontrakt med tre år.
Den 2 juli 2019 värvades Zapata av Genoa. Den 28 juli 2021 gick Zapata till argentinska San Lorenzo, där han skrev på ett 1,5-årskontrakt.

## Landslagskarriär
Zapata var med i Colombias trupp som vann Sydamerikanska U20-mästerskapet 2005. Han var även med i Colombias trupp i U20-VM 2005. Han debuterade för Colombias A-landslag den 12 september 2007.